# Lisa Arch
Lisa Arch (ur. jako Lisa Kushell, 23 listopada 1971 w Los Angeles) – amerykańska aktorka.

## Życie prywatne
Lisa zaczęła występować na scenie w wieku 15 lat. Jako członkini aktorskiej trupy nabrała doświadczenia z kreowaniem postaci. Lisa zawsze twierdziła, że rodzice bardzo ją wspomagają i to oni dają jej możliwość kształtowania swoich umiejętności w domu, zanim ukończy szkołę średnią. Lisa ma starszego brata, Boba Kushella, który jest producentem filmowym. Wyszła za mąż za Russella Archa – amerykańskiego reżysera. 18 września 2007 parze urodził się syn Garrett Mitchell Arch.

## Filmografia
| Role główne       | Role główne                          | Role główne                               | Role główne |
| Rok               | Tytuł                                | Rola                                      | Notatki     |
| ----------------- | ------------------------------------ | ----------------------------------------- | ----------- |
| 2007              | Cory w Białym Domu                   | Samantha Samuels                          |             |
| Role drugoplanowe |                                      |                                           |             |
| Rok               | Tytuł                                | Rola                                      | Notatki     |
| 2014-2016         | 100 rzeczy do przeżycia przed liceum | Nowa dyrektorka szkoły - Dyrektorka Hader |             |
| 2007              | Evan Wszechmogący                    | Pracownica                                |             |
| 2001              | Legalna blondynka                    | Sprzedawczyni w butiku                    |             |
| Role gościnne     |                                      |                                           |             |
| Rok               | Tytuł                                | Rola                                      | Notatki     |
| 2006              | Hannah Montana                       | Liza                                      | 3 epizody   |
| 2005              | Trawka                               | Mady Shaheen                              |             |
| 2003              | Czarodziejki                         | Przewodniczka wycieczki                   |             |
| 2003              | Posterunek w Reno                    | Striptizerka                              |             |
| 2000              | Z Archiwum X                         | Wołająca dziewczyna                       |             |
| 1996              | Kroniki Seinfelda                    | Connie                                    |             |